# Chorta
Chorta (griechisch χόρτα auch in der englischen Umschrift Horta) ist in Griechenland die allgemeine Bezeichnung für essbare Wildgemüse. Das Wort bedeutet eigentlich „Kraut“. Das griechische wort chortasmenos (χορτασμένος ‚satt‘) gehört demselben Wortstamm an.

Chorta (Glystrida)

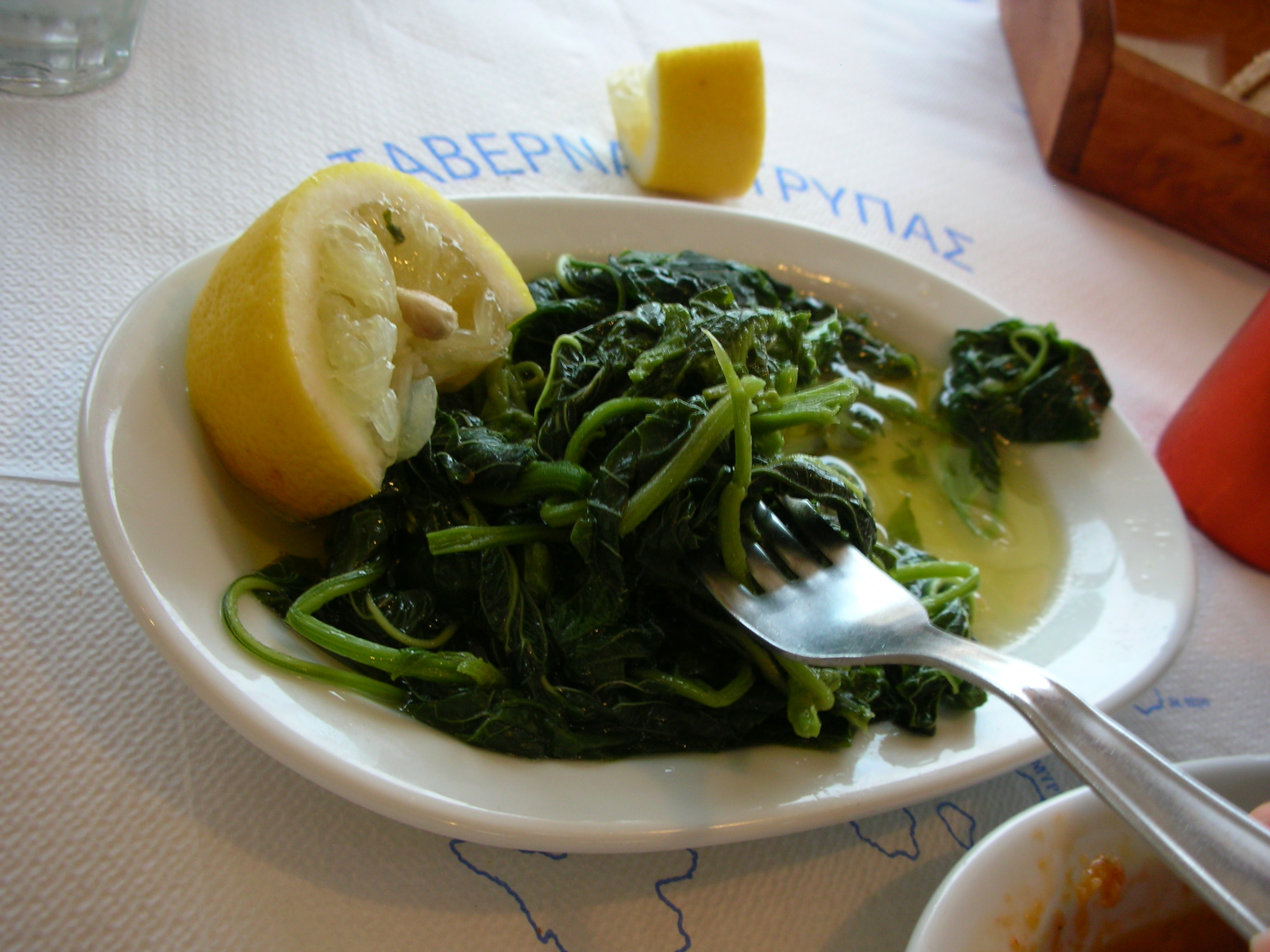
Chorta (Vlita)

Jahreszeitlich und landschaftlich abhängig werden verschiedene Pflanzenarten als „Chorta“ gesammelt und warm oder kalt zubereitet serviert. Im Frühling besteht ein großer Anteil davon aus Wurzeln und inneren Sprossteilen verschiedener Korbblütler („Disteln“) und den Blütenständen wilder Kohlarten, später kommen dem Blattspinat ähnliche Pflanzen (u. a. βλήτα Vlíta) dazu. Auch Löwenzahnarten werden als Zutat zu Chorta gesammelt und im Sommer der weitverbreitete Sommer-Portulak (γλυστρίδα Glystrída). Einige Pflanzen sind nur mit großem Geschick und speziellem Werkzeug auf den felsigen Böden zu ernten und auf den Märkten relativ teuer zu kaufen. Andere können ohne Mühe gesammelt werden und sind entsprechend günstig zu erstehen.
Chorta wird immer gekocht, mit Olivenöl, Zitronensaft und Gewürzen verfeinert kalt als Salat verzehrt. 
Wie auch Dakos war dieses volkstümliche über ganz Griechenland verbreitete Gericht Touristen kaum bekannt, da es selten auf Speisekarten angeboten wurde.